# 卡辛加日
卡辛加日（英語：Cassinga Day，或譯卡辛加節），是納米比亞為紀念卡辛加戰役（或稱卡辛加大屠殺）所設立的國定假日，日期為5月4日，根據1990年《公共假期法》（Public Holidays Act）第26條訂定。每年該國於溫荷克郊外的英雄廣場舉辦紀念活動，緬懷1978年南非防衛軍空襲西南非洲人民組織於安哥拉南部卡辛加難民營時喪生的人員（約600人）。多位政治人物皆會出席紀念活動，包括時任總統哈格·甘戈柏、前總統希菲凱普涅·波漢巴和薩姆·努喬馬（截至2016年）。

## 1978年5月4日
1978年5月4日上午，南非防衛軍空襲安哥拉卡辛加村附近的卡辛加營地，隨後並部署傘兵。該營地內住有流亡的西南非洲人民組織同情者和家人，共計165名男性、294名婦女和300名兒童在此次襲擊中喪生。同日，附近的Tchetequela村的“越南”營地亦遭到攻擊。納米比亞政府已計畫於相關地點建立紀念區。